# 陇东
陇东，作为地理概念，包含今甘肅省的庆阳市、平凉市2个地级市范围。

## 历史
民国2年（公元1913年）4月，设立隴東道。治平凉县，辖平凉县、华亭县、静宁县、隆德县、庄浪县、安化县、宁县、正宁县、合水县、环县、泾县、崇信县、镇原县、灵台县、固原县、海城县、化平县等县。